# Петропавловськ (Шумерлинський район)
Петропа́вловськ (рос. Петропавловск, чув. Петропавловск) — присілок у складі Шумерлинського району Чувашії, Росія. Входить до складу Магарінського сільського поселення.
Населення — 82 особи (2010; 105 у 2002).
Національний склад:
- чуваші — 90 %